# No Lives Matter
No Lives Matter ist ein Lied der amerikanischen Rap-Metal-Band Body Count aus dem Jahr 2017. Es erschien auf dem Album Bloodlust und wurde als Videotrack veröffentlicht. Ice-T griff darin die Diskussionen um die Black-Lives-Matter-Diskussion in den USA auf und kontrastierte sie mit der Grundaussage des Liedes.

## Hintergrund
Das Lied wurde geschrieben von Tracy Marrow (Ice-T), Vincent Price, Will Dorsey (Ill Will) und William Scott Putney. Es wurde für das Album Bloodlust produziert, das am 31. März 2017 als sechstes Album der Band bei Century Media veröffentlicht wurde. Gespielt wurde es von Ice-T als Rapper, Vincent Price als Bassist, Ill Will am Schlagzeug sowie Juan Of The Dead und Ernie C als Gitarristen.
Das musikalische Werk von Body Count ist seit dem Debütalbum der Band Body Count aus dem Jahr 1992 durch den Umgang mit dem Rassismus gegen Schwarze und auch gegen andere Bevölkerungsgruppen geprägt. In diesem Kontext entstanden in dem für Body Count typischen Crossover-Stil aus Hardcore-Rap und Heavy Metal zahlreiche Songs auf den bisherigen Alben, darunter vor allem Lieder wie Body Count, KKK Bitch, Momma’s Gotta Die Tonight, Born Dead und vor allem Cop Killer. No Lives Matter reiht sich in diese Songs ein.
Das Video zu No Lives Matter wurde bereits vor dem Album im Februar 2017 auf den offiziellen Kanälen von Body Count und Century Media veröffentlicht. Das in schwarz-weiß gehaltene Video wurde bis Mitte 2020 mehr als drei Millionen Mal angesehen.

## Musik und Text
Das Lied beginnt mit einem gesprochenen Intro von Ice-T, in dem er die aktuelle Situation um die Kontroverse zwischen Black Lives Matter und der typischen Entgegnung „All Lives Matter“: Mit der Entgegnung wird dem Statement eine Antwort gegenübergestellt, der sie verwässert und das dahinter stehende Thema, den Rassismus, unbedeutend machen soll:

„But when I say ‚Black Lives Matter‘ and you say ‚All Lives Matter‘, that’s like if I was to say

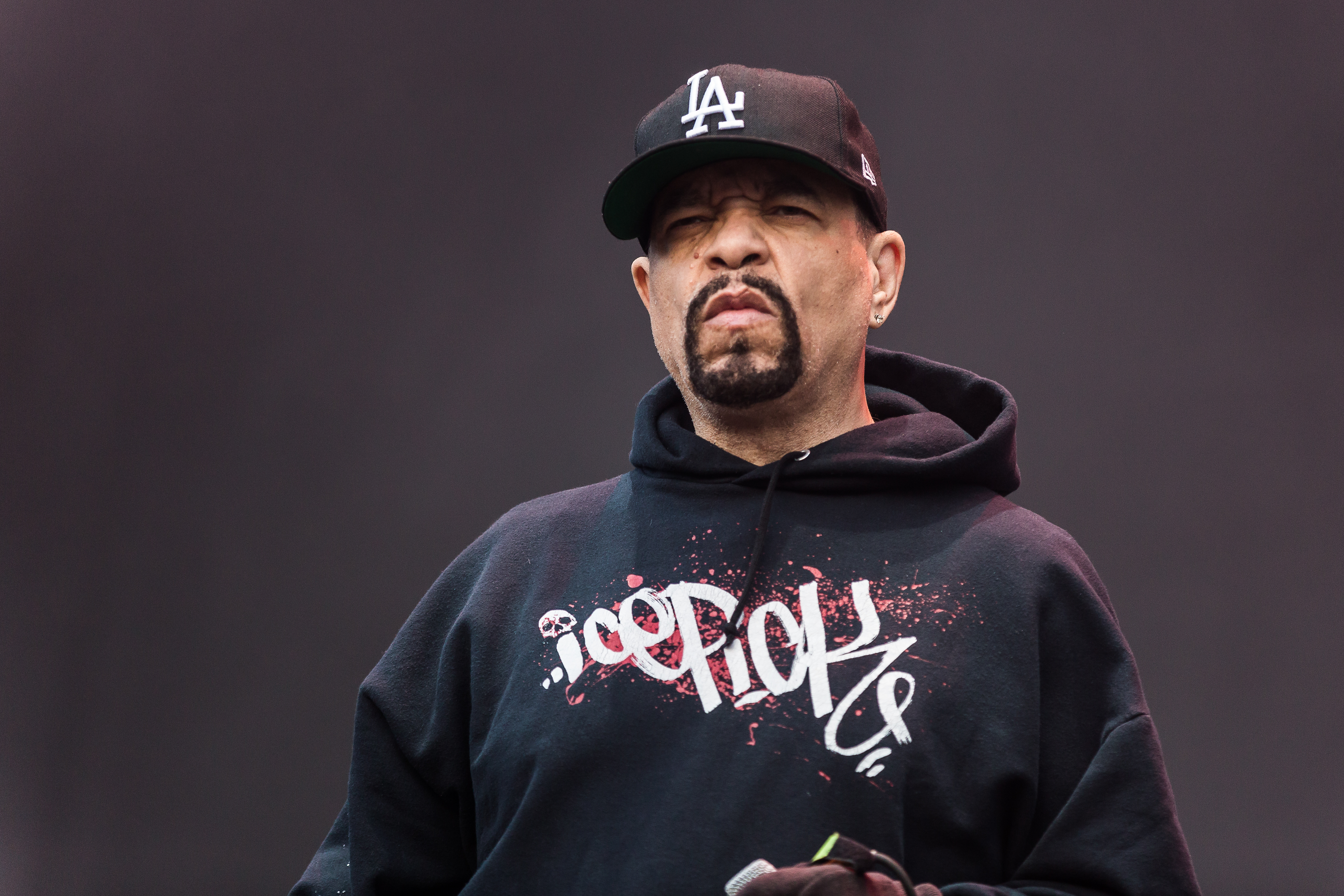
Ice-T beim With Full Force 2018

‚Gay Lives Matter‘ and you say ‚All Lives Matter‘.

If I said, ‚Women’s Lives Matter‘ and you say ‚All Lives Matter‘,

you’re diluting what I’m saying. You’re diluting the issue.

The issue isn't about everybody. It's about black lives, at the moment.“

In den folgenden aggressiv vorgetragenen Strophen stellt Ice-T klar, warum in dem System kein Leben eine Bedeutung hat, zumindest kein Leben eines Menschen aus den ärmeren Schichten der Bevölkerung:

„When it comes to the poor

No lives matter“

Er stellt dar, dass das Leben der Armen noch nie eine Rolle gespielt hat, egal ob schwarz, gelb, rot oder auch weiß. Solang sie kein Geld haben, sind sie bedeutungslos („But honestly it ain't just black / It's yellow, it's brown, it's red / It's anyone who ain't got cash / Poor whites that they call trash“) Er ruft dazu auf, sich dessen bewusst zu sein und zusammenhalten, sodass die Mächtigen keine Chance mehr haben („They can't, fuck with us / Once they realize we're all on the same side“). Dieser Aufruf wird als Refrain zusammen mit dem Titelpart mehrfach wiederholt.
In einer gesprochenen Passage mit ruhigerer Untermalung ergänzt Ice-T auch die Gründe dafür: Die Reichen können sich teure Anwälte leisten und so „ihren Arsch retten“ („You never see them pulling rich people out of their cars in their neighbourhoods, because they know they got lawyers. They know they'll sue their ass. They can tell who to fuck with.“) Die Armen können dies jedoch nicht und vor allem die Farbigen werden von den Mächtigen immer als Arme betrachtet („Unfortunately, black or brown skin has always meant poor. They're profiling you kid. They know you can't fight back.“). Danach wird ein Nachrichten-Beitrag eingespielt, der die Tötung des schwarzen Keith Lamont Scott am 20. September 2016 durch einen Officer Vinson behandelt. Scott soll nach Angaben der Polizei bewaffnet gewesen sein, nach Berichten von Augenzeugen soll der mehrfache Vater jedoch ein Buch in der Hand gehabt haben. Gesprochen wird die Nachrichtensequenz von Jackie Kajzer, die als „Full Metal Jackie“ bekannt ist und eine eigene Radioshow hat, und dem Musiker Jason Charles Miller.
Der Song selbst ist in aggressivem Sprechgesang des Hardcore-Rap gehalten und wird durch die Instrumentierung mit Schlagzeug, Bass und zwei Gitarren begleitet, die im Stil des Heavy Metal eingesetzt werden. Dadurch entsteht der für die Band typische Crossover-Sound.

## Rezeption
Der Gitarrist Ernie C äußerte sich bereits vor Erscheinen des Albums und im Kontext von No Lives Matter über die Intention des Liedes und setzt dieses in den Kontext mit der Präsidentschaft von Donald Trump:

„Viele Bands haben heutzutage einfach nichts mehr zu sagen. So ist diese Band aber nicht: Wir haben uns vor 25 Jahren schon vor nichts gescheut und warum sollte das jetzt anders sein? Ice und ich haben uns darüber unterhalten, dass alle in den vergangenen acht Jahren selbstgefällig geworden sind. Obama war im Amt und gut, aber das hatte auch zur Folge, dass alle zu bequem wurden. Trump ist einen Monat im Amt und ändert Dinge radikal. Innerhalb von 30 Tagen ist er komplett durchgedreht. Ich hoffe, dass noch mehr Bands etwas sagen werden.“

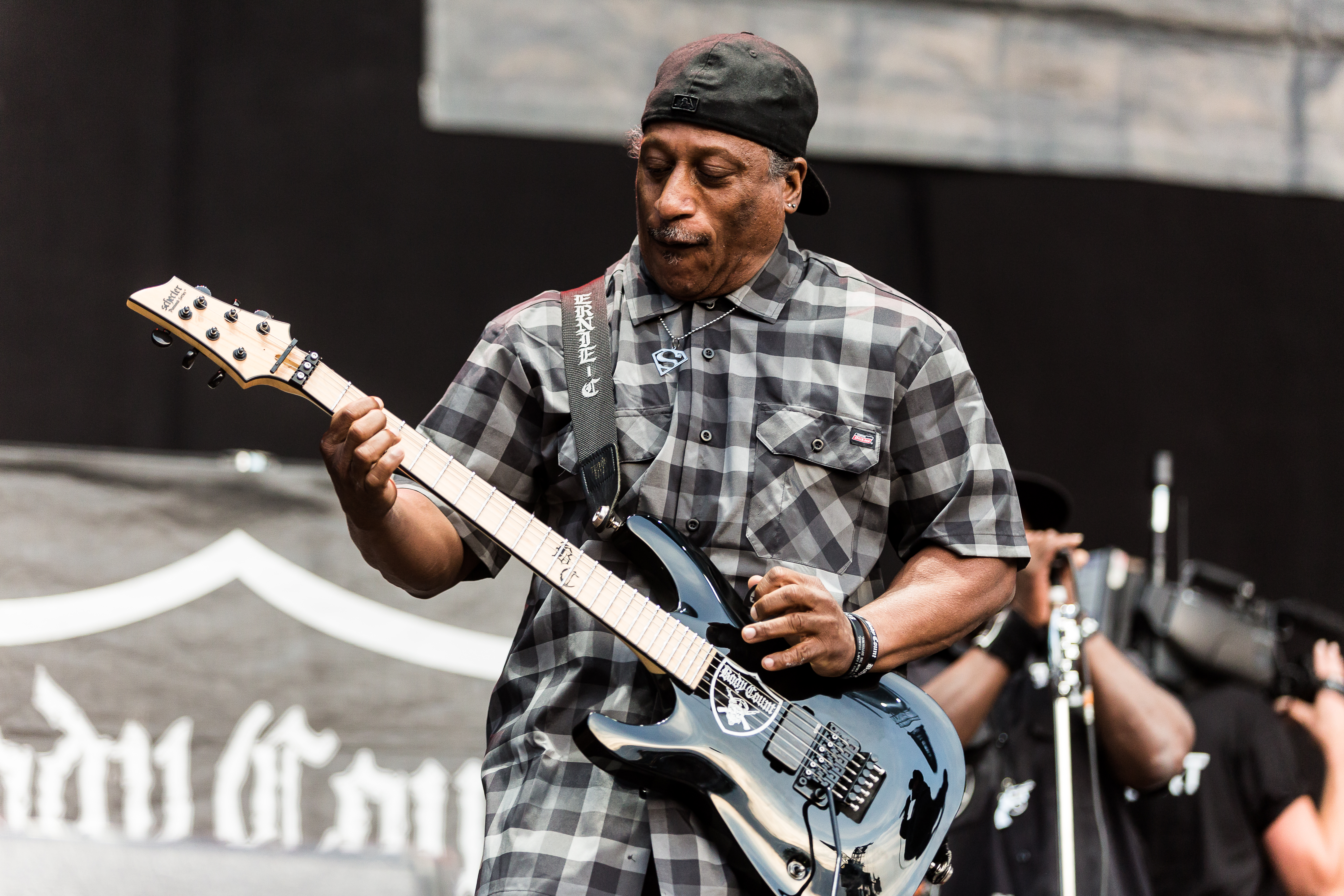
Ernie C beim With Full Force 2018

Laut Vice.com war No Lives Matter Anfang 2017 „das beste Musikvideo der Welt“. Das Magazin stellt das Video in direkten Bezug zu der „Anti-Polizei-Hymne“ Cop Killer aus dem Debütalbum der Band Body Count aus dem Jahr 1992, das zu Kontroversen geführt hatte. Auch bei Cop Killer stand der Rassismus der Polizei gegen Schwarze im Zentrum des Liedes, es entstand als Antwort auf die Gewalt mehrerer Polizisten gegen den Schwarzen Rodney King, die nach dem Freispruch der Täter in Los Angeles zu massiven Unruhen führte. Laut vice.com klingen Body Count 25 Jahre später in No Lives Matter „wütend wie nie zuvor“.
Im Kontext der Proteste infolge des Todes von George Floyd im Jahr 2020 veröffentlichten Body Count den Song ein weiteres Mal als gekürzte Version (Radio-Edit), da er erneut an Aktualität gewonnen hat. Philipp Schulte, der Direktor der Plattenfirma Century Media, erklärte zu der Neuausgabe: „As a company, we felt it was necessary to release this single as a way to actively participate in the change that is needed to combat police brutality and racism. It is a first step in doing our part to inspire unity and transformation.“

## Belege
1. 1 2  Body Count – Bloodlust bei Discogs; abgerufen am 1. August 2020.
2. ↑  Body Count – No Lives Matter, Offizielles Musikvideo auf youtube.com; abgerufen am 1. August 2020.
3. ↑  Body Count – No Lives Matter auf backspin.de; abgerufen am 1. August 2020.
4. 1 2 3  Spencer Kaufman: Body Count Release “No Lives Matter” as Radio Single in Support of Anti-Racism Movement auf consequenceofsound.net, 17. Juni 2020; abgerufen am 1. August 2020.
5. 1 2 3 4  Body Count – No Lives Matter, Songtext auf genius.com; abgerufen am 1. August 2020.
6. ↑  Body Count: Ernie C über ‚No Lives Matter‘, Dave Mustaine und Black Sabbath, Interview mit Eric C auf metal-hammer.de, 10. März 2017; abgerufen am 1. August 2020.
7. 1 2 3  "No Lives Matter" von Ice-Ts Body Count ist heute das beste Musikvideo der Welt auf vice.com, 20. Februar 2017; abgerufen am 1. August 2020.
8. ↑  Ice T Explains the Meaning of Body Count’s No Lives Matter, Interview mit Ice-T in der Tonight Show Starring Jimmy Fallon auf youtube.com, 29. Juli 2020; abgerufen am 1. August 2020.